# Michael H. Miller

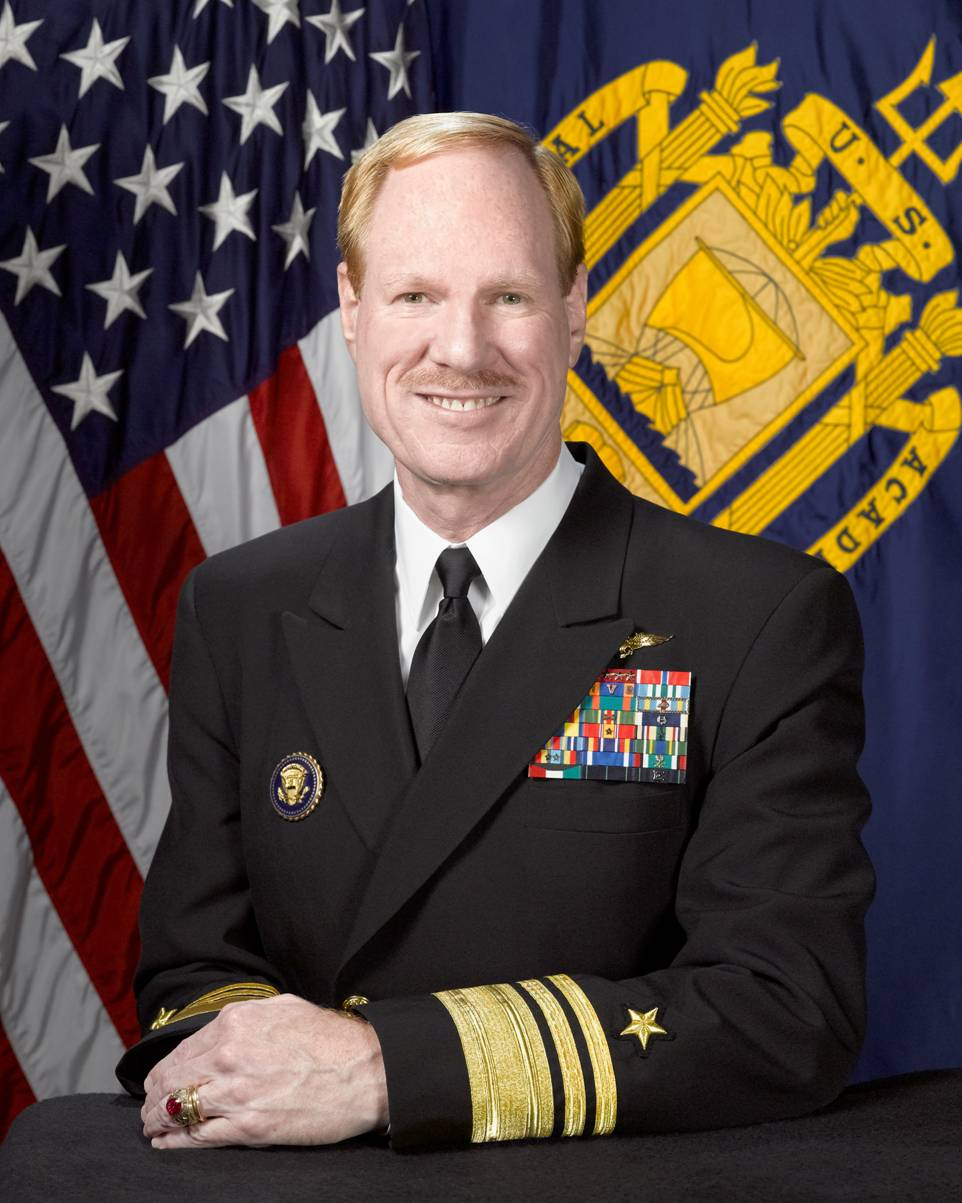
Michael H. Miller

Michael Harold Miller (* 9. Juli 1952 in Minot, Ward County, North Dakota) ist ein pensionierter Vizeadmiral der United States Navy. Er war unter anderem Leiter (Superintendent) der United States Naval Academy (USNA).

## Leben
Michael H. Miller absolvierte im Jahr 1974 die United States Naval Academy in Annapolis in Maryland. In der amerikanischen Marine durchlief er anschließend alle Offiziersränge bis zum Vizeadmiral.
Miller erhielt eine Ausbildung zum Marineflieger und war in der Folge als solcher eingesetzt. Dabei war er an einigen Auslandseinsätzen beteiligt wie z. B. in Libyen und im Zweiten Golfkrieg. Zwischenzeitlich gehörte er auch den Stäben verschiedener Marinehauptquartiere an. Dazu gehörte die Atlantikflotte, deren Stab er im Jahr 1979 angehörte, die Einheit Sea Strike Wing One (1986) und im Jahr 1994 das Hauptquartier der pazifischen Marineflieger (Naval Air Forces Pazific). 
Im weiteren Verlauf diente er auf dem Flugzeugträger USS John F. Kennedy als Stabsoffizier einer Flugzeugträgergruppe. Dann erhielt er das Kommando über die USS Coronado, ein Amphibious Transport Dock. Anschließend wurde er zur USS Blue Ridge versetzt, einem Kommandoschiff für Amphibische Kriegführung. Dort war er als Stabsoffizier für die 7. Flotte tätig (Operations Officer for the Seventh Fleet on board USS Blue Ridge). Heimathafen seines Schiffes und der 7. Flotte war Yokosuka in Japan.
Im August 1999 übernahm Michael Miller das Kommando über die USS John F. Kennedy, die anschließend zum Persischen Golf verlegt wurde. Diese Aufgabe nahm er bis zum November 2000 wahr. Dann wurde er zur Militärabteilung des Weißen Hauses versetzt (White House Military Office). Im November 2002 übernahm er die Leitung dieser Abteilung. Im April 2005 erhielt er das Kommando über die 7. Flugzeugträger-Kampfgruppe (Carrier Strike Group Seven). Deren Flaggschiff war die USS Ronald Reagan. Im Jahr 2015, dem Jahr seiner Pensionierung, wurden Vorwürfe gegen Miller wegen angeblichen Fehlverhaltens während dieses Kommandos nach einer Untersuchung zurückgewiesen. Im Jahr 2008 übernahm er die Leitung der Stabsabteilung für die Beziehungen des Marineministeriums zum Kongress (Office of Legislative Affairs).
Am 3. August 2010 übernahm Michael Miller als Nachfolger von Jeffrey Fowler als Superintendent die Leitung der Marineakademie in Annapolis. Dieses Amt bekleidete er bis zum 23. Juli 2014, als Walter E. Carter Jr. seine Nachfolge antrat.

## Orden und Auszeichnungen
Michael Miller erhielt im Lauf seiner militärischen Laufbahn unter anderem folgende Auszeichnungen:
- Defense Distinguished Service Medal
- Navy Distinguished Service Medal
- Navy Commendation Medal
- Legion of Merit
- Bronze Star Medal
- Meritorious Service Medal
- Air Medal
- Joint Service Commendation Medal
- Navy & Marine Corps Achievement Medal
- Joint Meritorious Unit Award
- Navy Unit Commendation
- Navy Expeditionary Medal
- National Defense Service Medal
- Southwest Asia Service Medal
- Global War on Terrorism Expeditionary Medal
- Global War on Terrorism Service Medal
- Korea Defense Service Medal
- NATO-Medaille
- Kuwait Liberation Medal (Saudi-Arabient)
- Kuwait Liberation Medal (Kuwait)